# 董云虎
董云虎（1962年11月9日—），男，汉族，浙江仙居人，中华人民共和国政治人物。杭州大学哲学系哲学专业毕业，南开大学哲学系西方哲学史专业研究生学历，硕士学位。曾担任上海市人大常委会主任、上海市政协主席等职务。

## 仕途
1985年3月加入中国共产党。1986年7月参加工作，历任中共中央党校马列所一室副主任、副教授、副研究员、研究员、副所长。1990年，董云虎主持编纂的《世界人权约法总览》出版。這是中華人民共和國第一本系统介绍世界各国人权约法及世界人权法的专著。1994年5月，中共中央党校成立人权研究室，董云虎擔任主任。
1997年8月，任中共中央对外宣传办公室（国务院新闻办公室）七局（西藏）局长。他還擔任中国人权研究会办公室主任、副会长兼秘书长。2009年11月，任中共中央对外宣传办公室副主任。董云虎曾以“任言实”为笔名，先后发表《中美两国人权之比较》、《请看美国的人权纪录》，批评美国的人权问题。
2011年12月，任中共西藏自治区党委常委、宣传部部长。
2015年8月，任中共上海市委常委、宣传部部长。
2018年1月，当选第十三届全国政协委员。同月当选中国人民政治协商会议上海市委员会主席。
2023年1月，转任上海市人大常委会党组书记。同月15日，当选上海市人大常委会主任。

## 落马
2023年7月12日，董云虎涉严重违纪违法，接受中央纪委国家监委纪律审查和监察调查。他成为中共二十大以来首位落马的正省级官员。
7月31日，上海市十六届人大常委会第五次会议決議罢免董云虎的第十四届全国人民代表大会代表职务，终止董云虎的上海市第十六届人民代表大会代表资格，其上海市第十六届人民代表大会常务委员会主任职务也相应撤销。
12月12日，中央纪委常委会决定开除董云虎中共党籍；国家监委开除其公职；终止其中共二十大代表、上海市第十二次党代会代表资格；将其涉嫌犯罪问题移送检察机关审查起诉。12月29日，最高人民检察院对董云虎作出逮捕决定。
2024年4月24日，董云虎涉嫌受贿一案，由国家监察委员会调查终结，经最高人民检察院指定，由安徽省合肥市人民检察院审查起诉，合肥市人民检察院已向合肥市中级人民法院提起公诉。起诉书显示，董云虎的受贿行为始于中央外宣办（国新办）七局局长任上，直到落马前最后一个职务，即上海市人大常委会主任任上仍然在收受贿赂，时间跨度超过二十年。
2024年6月27日，安徽省合肥市中级人民法院一审公开开庭审理董云虎受贿一案。检察机关指控，董云虎利用职务上的便利以及职权、地位形成的便利条件，非法收受财物共计折合人民币1.48亿余元。董云虎当庭表示认罪悔罪。
2024年8月28日，安徽省合肥市中级人民法院公开宣判，以受贿罪判处董云虎无期徒刑，剥夺政治权利终身，并处没收个人全部财产。